# SimCity: Steden van de Toekomst
SimCity: Steden van de Toekomst (Engels: SimCity: Cities of Tomorrow) is het eerste en enige uitbreidingspakket voor Simcity, de meest recente versie van de SimCity-computerspelserie. Het uitbreidingspakket werd wereldwijd uitgebracht in november 2013.

## Gameplay
Met dit pakket is het mogelijk om een stad volledig te futuriseren. De speler beschikt over moderne gebouwen, parken, diensten en constructies om daarbij te helpen. Indien die geplaatst worden, transformeren de woonwijken, commerciële zones en industriële zones automatisch mee naar moderne en futuristische gebouwen. Alsook de straten worden volledig gewijzigd. Een nieuwe vorm van openbaar vervoer is de zweeftrein en de nieuwe ramp is een aanval van een gigantische robot.

### Specialisaties
De nieuwe specialisaties van de stad zijn onderverdeeld in drie categorieën: Megatorens, De Academie en OmegaCo. 
- Megatorens zijn grote torens die opgebouwd worden per verdieping, waarbij elke verdieping een eigen doel heeft. In één stad kunnen maximum acht torens staan, waarbij iedere toren maximum acht verdiepingen heeft. De speler beschikt over standaardverdiepingen voor wonen, winkels en kantoor, maar ook diensten zoals onderwijs, beveiliging, elektriciteitscentrales, afvalverwerking en parken. Met een luchtbrugstation kunnen inwoners rechtstreeks van de ene naar de andere toren reizen. Elke verdieping kan zorgen voor werkgelegenheid, diensten of huisvesting voor honderden burgers op hetzelfde moment. De Megatorens zijn voor inwoners met lage tot gemiddelde inkomens, terwijl de modernere Elite Megatorens voor mensen zijn met gemiddelde tot hoge inkomens.
- De Academie is een onderzoekscentrum van futuristische gebouwen en diensten, die ControlNet nodig hebben om te functioneren. De Academie straalt ControlNet uit.
- OmegaCo-fabrieken produceren Omega uit aardolie en ruwe erts, en maken robots die ambtenaren vervangen. De robots kunnen onder andere gebruikt worden in het ziekenhuis (als MediRobots), bij de brandweer (als Brandweerrobots) of bij de politie (als Robot-agenten). Tevens zorgen de fabrieken ervoor dat de winsten van winkels, andere fabrieken en zelfs huizen verhoogd worden door ze te veranderen in OmegaCo-franchises.